# Louis M. Imbeau
Louis M. Imbeau est un politologue et professeur québécois né en 1951. Il est professeur émérite de l'Université Laval et  a remporté le Stein Rokkan Prize for Comparative Social Science Research (en), décerné conjointement par le Conseil international des sciences sociales de l'Unesco et l'European Consortium for Political Research.